# Деревець Іван Степанович
Деревець Іван Степанович (2 серпня 1928, Гоголів — 23 березня 2015, Глеваха, Область Київська, Україна) — український вчений, викладач, науковий керівник у сфері дослідження народного і зокрема сільського господарства, колишній директор Всесоюзного інституту відновлення зношених деталей Союзсільгосптехніки, завідувач сектору механізації сільськогосподарського відділу ЦК КПУ. Кандидат економічних наук (1965), старший науковий співробітник (1969).

## Життєпис
Народився в містечку Гоголів, в родині представника козацького стану Чернігівської губернії[джерело?].
Під час німецько-радянської війни з п'ятнадцятирічного віку працював у колгоспі
У 1952 році закінчив Київський сільськогосподарський інститут за спеціальністю «механізація процесів сільськогосподарського виробництва».
Директор Бориспільської машинно-тракторної станції (МТС), 1-й секретар Бориспільського районного комітету КПУ Київської області, завідувач сектору механізації сільськогосподарського відділу ЦК Компартії України[сторінка?], директор Всесоюзного науково-дослідного інституту Держкомсільгосптехніки СРСР.
Працюючи першим секретарем Бориспільського райкому партії у 1960-х рр., неофіційно брав участь у впорядкуванні могили Павла Чубинського, автора гімну України[сторінка?]
У 1960х рр. заступився за академіка Петра Мефодійовича Василенка і його аспіранта, здобувача докторського ступеня С.П.Бублика
Обирався членом Київського обкому, Бориспільського райкому партії, депутатом Київської обласної Ради, протягом 5 років був членом Київського облвиконкому, 18 років — головою Київської обласної Ради науково-технічних товариств, членом декількох науково-технічних і координаційних Рад.
У 1990-х роках, використовуючи свої можливості, посприяв відбудові церкви у рідному селі Гоголів[джерело?].

## Сім'я і Родичі
Був одружений двічі. Від першої дружини, уродженки Гоголева, Ніни Степанівни Деркач (30.12.1928 — 18.08.1983) мав сина Леоніда (05.05.1955 — 20.11.2009)[джерело?]. 

## Праці
- И. С. Деревец. Резервы сокращения затрат на содержание и эксплуатацию техники в колхозах (на примере Киевской области). Автореферат диссертації.
- Деревець, І. С. Деякі аспекти матеріально-технічного та інженерного забезпечення АПК України [Текст] / І. С. Деревець // Економіка АПК: Міжнародний науково-виробничий журнал. — 2006. — N3. — С. 12-16 ББК 65.9(4УКР)32-55
- Деревець, І. С. Сервісна база дилерських підприємств у системі матеріально-технічного забезпечення АПК України / І. С. Деревець. — С .23-27
- Деревець І. Сучасний стан та перспективи відновлення спрацьованих деталей машин в АПК України/ І Деревець (стр.19-20) Кл.слова: ремонтно-обслуговуюча база АПК, автоматичні лінії, відновлення спрацьованих деталей
- Пропозиції щодо створення матеріально-технічної бази та інвестиційно-інноваційного розвитку системи для АПК України на період до 2015 року / І. С. Деревець // Механізація та електрифікація сільського господарства. — 2010. — Вип. 94. — С. 502—509 [Архівовано 9 квітня 2016 у Wayback Machine.]

## Нагороди
- два ордени Трудового Червоного Прапора[9].
- орден «Знак Пошани»[10].
- Заслужений працівник сільського господарства Української РСР[11].